# Prékopa András

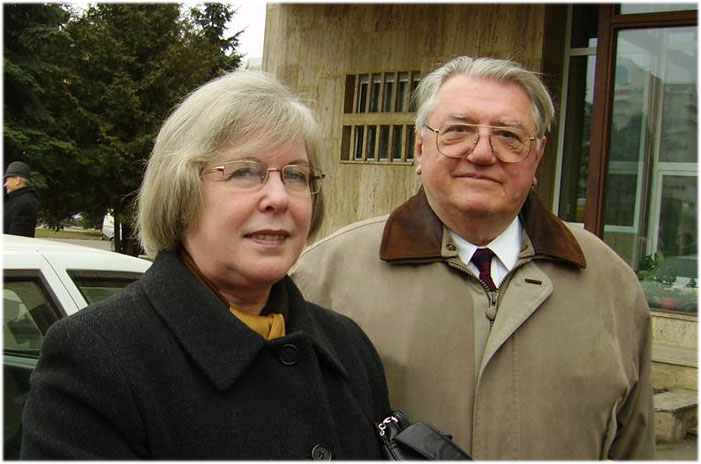
Feleségével Csíkszeredában a Sapientia Egyetem előtt, 2006. november 26. (Bandi Árpád felvétele)

Prékopa András (Nyíregyháza, 1929. szeptember 11. – Budapest, 2016. szeptember 18.) Széchenyi-díjas magyar matematikus, egyetemi tanár, a Magyar Tudományos Akadémia rendes tagja. Az operációkutatás egyik magyarországi megalapozója, valamint a számítástechnika, a matematikai statisztika és a valószínűségszámítás neves kutatója.

## Életpályája
1947-ben érettségizett, majd felvették a Debreceni Tudományegyetem matematika–fizika–ábrázoló geometria szakára, ahol 1952-ben szerzett tanári diplomát. Diplomájának megszerzése után a Magyar Tudományos Akadémia Alkalmazott Matematikai Intézete aspiránsa, majd 1955-től 1956-ig tudományos munkatársa volt. 1956-ban az Eötvös Loránd Tudományegyetem Valószínűségszámítási Tanszékén kapott adjunktusi állást, 1963-ban egyetemi docenssé nevezték ki. 1968-ban a Budapest Műszaki Egyetem Villamosmérnöki Karának Matematika tanszékére kapott egyetemi tanári kinevezést, majd 1977-től a Gépészmérnöki Kar Matematika Tanszékén dolgozott egyetemi tanárként. 1983-ban az Eötvös Loránd Tudományegyetemre tért vissza, ahol az Operációkutatási Tanszék vezetőjévé nevezték ki egyetemi tanári rangban. A tanszéket 1999-ig vezette, 2000-ben emeritálták. Egyetemi állása mellett 1959 és 1970 között az MTA Matematikai Kutatóintézete , majd 1970 és 1975 között az MTA Számítástechnikai Központjának operációkutatási csoportjának osztályvezetője volt. 1977 és 1985 között az MTA Számítástechnikai és Automatizálási Kutatóintézet alkalmazott matematikai főosztálynak vezetője volt. 1985-ben a New Jersey állambeli Rutgers Egyetem (New Brunswick) professzorává nevezték ki. 1987 és 1988 között a Wisconsini Egyetem, 1988-ban a Stanford Egyetem vendégprofesszora volt.
1956-ban védte meg a matematikai tudományok kandidátusi (Rényi Alfréd konzulens vezetése alatt), 1971-ben pedig akadémiai doktori értekezését. Az MTA Tudományetikai, illetve Operációkutatási Bizottságának lett tagja, utóbbinak 1979 és 1985 között elnöke volt. Szintén 1979-ben választották meg a Magyar Tudományos Akadémia levelező, 1985-ben rendes tagjává. 1977-ben a mexikói Nemzeti Műszaki Akadémia (Academia Nacional de Ingerenia), 1978-ban az Econometric Society is felvette tagjai sorába. Akadémiai tisztségei mellett 1981 és 1989 között a Mathematical Programming Society, és a Committee on Stochastic Programming nevű tudományos társaságok elnöke volt. A Bolyai János Matematikai Társulat tiszteletbeli elnökévé választották. Számos tudományos szakfolyóirat szerkesztőbizottságában vesz, illetve vett részt: az Alkalmazott Matematikai Lapok (melynek 1979 és 1990 között főszerkesztője volt), az Acta Mathematica, az Acta Cybernetica, a Problems of Control and Information Theory, az Annals of Operations Research és a Discrete Applied Mathematics.

## Munkássága
Kutatási területe elsősorban az operációkutatás, amelynek hazai bevezetésének, kidolgozásának és megalapozásának egyik vezető személye. Az operációkutatás témakörén belül a sztochasztikus rendszerek optimalizálásával foglalkozik elsősorban. Emellett kutat mértékelméleti, valószínűségszámítási, matematikai statisztikai és számítástechnikai témakörökben is.
Kezdeményezte az úgynevezett valószínűséggel korlátozott modellel kapcsolatos vizsgálatokat, valamint megalkotta a logkonkáv mértékek elméletét. Az elmélet segítségével sikerült különböző operációkutatási feladatok egy széles osztályának numerikus megoldhatósági kérdéseit tisztáznia. Számos ehhez hozzátartozó modellt vázolt fel, illetve fogalmazott meg, amelyek segítik egyes bonyolult, nagyméretű rendszerek megbízhatósági feltétel melletti tervezését és működtetését. Ezeket alkalmazták víztározó rendszerek, villamosenergia-rendszerek kérdéseire, valamint termelési és készletezési problémákra is. Jelentős eredménye a róla és Leindler Lászlóról elnevezett Prékopa–Leindler-egyenlőtlenség. Az 1990-es évek végén, 2000-es évek elején a sokdimenziós terekben elhelyezkedő halmazok valószínűségeinek kiszámításával kapcsolatos eredményeket ért el.

## Családja
1962-ben nősült, felesége Széchenyi Kinga Irma. Házasságukból két leánygyermekük született.

## Díjai, kitüntetései
- Grünwald Géza-díj (1956, Bolyai Társulat)
- Benedikt Ottó-díj (1979)
- MTESZ díj (1983)
- Szele Tibor-emlékérem (1994, Bolyai Társulat)
- Széchenyi-díj (1996) – A hazai operációkutatási iskola megteremtéséért, a sztochasztikus optimalizálási problémákkal kapcsolatos nemzetközileg kiemelkedő eredményeiért és az eredmények alkalmazási vonatkozásainak kidolgozásáért.
- Arany János Közalapítvány Nagydíja (2002)
- Európai Operációkutatási Társaságok Szövetsége Aranyérme (2003)
- A Magyar Köztársasági Érdemrend középkeresztje (2005)

## Főbb publikációi
- On Secondary Processes Generated by a Random Point Distribution of Poisson Type[5] (1958)
- Valószínűségelmélet (műszaki alkalmazásokkal) (1962)
- Lineáris programozás (1968)
- Logarithmic Concave Measures with Application to Stochastic Programming (1971)
- On Logarithmic Concave Measures and Functions (1973)
- Sztochasztikus programozási modellek és alkalmazásuk (1980)
- Valószínűségek sokdimenziós terekben (1986)
- Boole–Bonferoni Inequalities and Linear Programming (1988)
- The Discrete Moment Problem and Linear Programming (1990)
- Stochastic Programming (1995)
- Bounds on Probabilities and Expectations Using Multivariate Moments of Discrete Distributions (1999)